# Kannafajok listája
A kannafélék vagy rózsanádfélék (Cannaceae) a gyömbérvirágúak (Zingiberales) rendjének egyik monogenerikus családja.

## Rendszerezés
A nemzetségbe az alábbi 12 faj tartozik:
- Canna bangii Kraenzl.
- Canna flaccida Salisb.
- Canna × generalis L.H. Bailey & E.Z. Bailey
- Canna glauca L.
- rózsanád (Canna indica) L. - típusfaj
- Canna iridiflora Ruiz & Pav.
- Canna jaegeriana Urb.
- Canna liliiflora Warsz. ex Planch.
- Canna orchiodes L.H. Bailey
- Canna paniculata Ruiz & Pav.
- Canna pedunculata Sims
- Canna tuerckheimii Kraenzl.